# Mats Hummels
Mats Hummels , nemški nogometaš, * 16. december 1988, Bergisch Gladbach, Nemčija.
Z nemško reprezentanco je osvojil naslov svetovnega prvaka v nogometu leta 2014 v Braziliji in bronasto medaljo na evropskem prvenstvu leta 2012 v Ukrajini.
Trenutno igra za nemški klub Borussia Dortmund.